# Hrabstwo Defiance
Hrabstwo Defiance (ang. Defiance County) – hrabstwo w stanie Ohio w Stanach Zjednoczonych. Obszar całkowity hrabstwa obejmuje powierzchnię 414,19 mil2 (1 072,74 km²). Według danych z 2010 r. hrabstwo miało 39 037 mieszkańców. Hrabstwo powstało 7 kwietnia 1845 roku, a jego nazwa pochodzi od fortu Defiance.

## Sąsiednie hrabstwa
- Hrabstwo Williams (północ)
- Hrabstwo Henry (wschód)
- Hrabstwo Putnam (południowy wschód)
- Hrabstwo Paulding (południe)
- Hrabstwo Allen (Indiana) (południowy zachód)
- Hrabstwo DeKalb (Indiana) (zachód)

## Miasta
- Defiance

## Wioski
- Hicksville
- Ney
- Sherwood